# Hrušovany u Brna
Hrušovany u Brna – miejscowość i gmina (obec) w Czechach, w kraju południowomorawskim, w powiecie Brno. W 2022 roku liczyła 3528 mieszkańców.